# Лейодіди
Лейодіди (Leiodidae) — родина твердокрилих. У сучасному обсязі до неї належать як власне Leiodidae s. str. (Anisotomidae), так і колишні родини Colonidae, Cholevidae (Catopidae), Leptinidae, Platypsyllidae, а також тропічну родину Camiaridae.
Понад 3000 видів. Мають розмір від 1 до 9 мм. Живляться міцелієм грибів, органічними залишками, зустрічаються троглобіонти, ботробіонти, мірмекофіли, і, навіть, ектопаразити бобрів (боброва блоха).

## Класифікація
- Підродина Cholevinae
  - Catops (Paykull, 1798)
  - Choleva (Latreille, 1796)
  - Leptodirus Schmidt, 1832
  - Nargus (Thomson, 1867)
  - Parabathyscia (Jeannel, 1908)
  - Ptomaphagus (Illiger, 1798)
  - Sciodrepoides (Hatch, 1933)
- Підродина Coloninae
  - Colon (Herbst, 1797)
- Підродина Leiodinae
  - Agathidium (Panzer, 1797)
  - Amphicyllis (Erichson, 1845)
  - Anisotoma (Panzer, 1796)
  - Colenis (Erichson, 1842)
  - Leiodes (Latreille, 1796)